# Pauline Yvonne Ladiges
Pauline Yvonne Ladiges AO (* 19. Januar 1948 in Bolton, England) ist eine britisch-australische Botanikerin. Ihr botanisches Autorenkürzel lautet „Ladiges“.
Ladiges ist Professorin für Botanik und leitet seit  1992 die „School of Botany“ an der Universität Melbourne. Daneben ist sie stellvertretende Leiterin der Royal Botanic Gardens (Melbourne) und Mitglied des „Australian Biological Resources Study (ABRS) Advisory Committee“, das den Umweltminister bei der Vergabe von Stipendien und Fortbildungen berät.
Sie beschäftigt sich vorwiegend mit der Systematik der Pflanzen, der Phylogenese und Klassifikation von Eukalypten, Akazien und anderer großer Gattungen auf Basis ihrer Morphologie und Molekulardaten, sowie mit der Biogeographie der australischen Flora.

## Veröffentlichungen (Auswahl)
- Die-back of Phragmites australis (common reed) and increased salinity in the Gippsland Lakes, zusammen mit Rowena D. Clucas, 1980
- Ecological gradients and boundaries – proceedings of a symposium held at Melbourne 12–13 May 1980, 1981
- Paralogy ic cladistic biogeography and analysis of paralogy-free subtrees, zusammen mit Gareth J. Nelson, 1981
- Plant systematics in the age of molecular biology: papers from a symposium of Australian Systematic Botany Society, organised by B. G. Briggs, zusammen mit anderen Autoren, 1990
- Biology one – organisms in their environments, functioning organisms, zusammen mit Barbara Evans, 1990
- Biology two – survival mechanisms, continuity and change, zusammen mit Barbara Evans, 1991
- Austral biogeography, 1991
- Australian biogeographic connections and the phylogeny of large genera in the plant family of Myrtaceae, zusammen mit F. Udovicic und G. Nelson, in J. Biogeography 30 (2003), S. 989–998
- Molecular phylogeny of Acacia subgenus Phyllodineae (Mimosoideae: Leguminosae) based on DNA sequences of the internal transcribed spacer region, zusammen mit D. J. Murphy, J. T. Miller und R. J. Bayer, in Australian Systematic Botany 16 (2003), S. 19–26
- Biology, 3. Ausgabe, zusammen mit R. B. Knox, B. K. Evans und . Saint, McGraw-Hill, Sydney 2004, 1204 Seiten
- Comment on molecular dating of the age of eucalypts, zusammen mit F. Udovicic, in Australian Systematic Botany 18 (2005), S. 291–293
- Biogeography of the Acacia victoriae, pyrifolia, and murryana species groups in arid Australia, zusammen mit S. R. Ariati und D. J. Murphy, in J. Arid Environment (2005)
- Historical biogeography of Australian Rhamnaceae, tribe Pomaderreae, zusammen mit J. Kellerman, G. Nelson und C. J. Humphries, in J. Biogeography (2005)
- Phylogeny of Rhododendron section Vireya (Ericaceae) based on two non-coding regions of cpDNA, zusammen mit G. K. Brown, L. Craven und F. Udovicic, in Plant Systematics and Evolution (2005)

## Ehrungen
- 2002: gewähltes Mitglied der Australian Academy of Science
- 2003: Australian Centenary Medal
- 2005: „Research Medal“ der Royal Society of Victoria
- 2009: Officer des Order of Australia